# Burg Grebenhausen
Die Burg Grebenhausen ist die Ruine einer Wasserburg auf der Gemarkung von Möttau der Gemeinde Weilmünster im Landkreis Limburg-Weilburg in Hessen.

## Lage
Die Überreste der Burg liegen heute von Wald umgeben im Häuserbachtal am Pechbach auf einer kleinen Insel in einem aufgestauten Weier. Der Bach mündet nach wenigen Kilometern in den Solmsbach. Die Ruine liegt wenige Meter nördlich nahe dem Forsthaus Möttau und südlich der Kreisstraße 372, fast genau in der Mitte zwischen Altenkirchen (Braunfels) und Niederquembach (Schöffengrund).

## Geschichte
Geschichtlich wird die Wasserburg eher den südlichen Dörfern Möttau und Kraftsolms zugeordnet. Im Frühmittelalter lag dazwischen der Mönchshof Hausen, von Mönchen des Klosters Fulda betreut. Mitte des 11. Jahrhunderts gelangte die Grundherrschaft an die Herren von Gleiberg, die wohl Vögte Fuldas waren. Nachfolger wurden die Grafen von Solms. Möglicherweise bestand schon zu dieser Zeit eine kleine Burg zur Sicherung des Mönchshofes und der Kontrolle des Hauserbachtales und seiner vorbeiführenden Straße.
Im Jahr 1335 erwarb Graf Gerlach I. von Nassau das Land und ließ im selben Jahr die Wasserburg im Wald nahe dem heutigen Forsthaus zum Schutz der Grenze gegen die Grafen von Solms erbauen. 1338 schenkte Gerlach die Burg seiner zweiten Ehefrau Irmgard von Hohenlohe.
1358, die Burg war 1355 in einer förmlichen Teilung auf dem Katharinentag von Eltville als Erbe bereits an seinen Sohn Johann I. gegangen, gab Johanns Bruder und Mainzer Erzbischof Gerlach von Nassau als Ausgleich die Burg an den Ritter Johann Merz von Kriftel zu Lehen, nachdem er zuvor Kriftels Eigenbesitz, Burg Hamershusen, besetzt und seinem Bruder Johann übergeben hatte, da Merze von Kriftel an die Landgrafen von Hessen verkaufen wollte. Um 1361 nahm Gerlach ihm auch Grebenhausen ohne Ersatz wieder weg. Ein Rechtsstreit darüber ist 1363 urkundlich. 
Vermutlich wurde Johann Merze von Kriftel wieder mit dem Lehen der Wasserburg betraut, denn das Haus Nassau kaufte die Burg 1439 zurück (die Merze von Kriftel waren hoch verschuldet und starben männlicherseits schon 1441 aus). Ob eine Belehnung des Hausener Gebietes 1453 durch Graf Philipp von Nassau-Weilburg an Georg von Sulzbach noch mit der Wasserburg zu tun hatte, ist nicht klar. Durch die Erbteilungen an Bedeutung verloren, wird die Burg 1562 letztmals genannt.
Von der ehemaligen Burganlage sind nur noch geringe Mauerreste erhalten.

## Heutige Nutzung
Die heutige teichähnliche Anlage ist in Privatbesitz und als Kulturdenkmal aus geschichtlichen Gründen ausgewiesen (Bodendenkmal).